# Fotografía bacteriana
La fotografía bacteriana es un ejemplo de biología sintética a pequeña escala. Se utilizan células de Escherichia coli modificadas genéticamente para producir fotografías. Las bacterias modificadas genéticamente se cultivan en césped en placas de agar. Cuando se proyecta una imagen sobre este césped, las bacterias de las zonas oscuras producen un pigmento oscuro, mientras que las bacterias de las zonas más claras no producen este pigmento. El resultado es una fotografía muy básica en blanco y negro de la imagen proyectada. 

## Genética
Para construir E. Coli fotográfico fue necesario modificar genéticamente e insertar 3 módulos genéticos:
- un módulo detector de luz y señalizador;
- una ruta para convertir el HEM presente en E. Coli en el pigmento fotorreceptor ficocianobilina;
- una enzima codificada por un gen puede activarse o desactivarse para producir el pigmento oscuro.

El detector de luz es una proteína de fusión, cuya parte exterior es la parte detectora de luz del fitocromo procedente de la cianobacteria Synechocystis. Ésta necesita un pigmento especial que absorba la luz, la ficocianobilina, que no produce Escherichia coli; de ahí la necesidad de instalar la ruta para la producción de este pigmento.
La parte interior del detector de luz es el dominio transmisor de señales de la proteína sensora EnvZ procedente de E. coli. La protéína EnvZ forma parte de un sistema regulador binario en el que el otro componente es la proteína de unión del DNA llamada OmpR. En el caso que nos ocupa, la proteína híbrida se ha diseñado para activar la proteína OmR en la oscuridad, pero no bajo la luz. En consecuencia el gen se desactiva bajo la luz y se activa en la oscuridad. 

## Resultados
Cuando se coloca una máscara sobre la placa Petri que contiene césped de Escherichia coli modificada genéticamente, las células que están en la oscuridad producen un pigmento que no producen las células que están en la parte expuesta de la luz. La diferencia de contraste entre las células que producen el tinte y las que no lo hacen genera la fotografía bacteriana.